# Lieux de Pokémon
 (juillet 2013).
Si vous disposez d'ouvrages ou d'articles de référence ou si vous connaissez des sites web de qualité traitant du thème abordé ici, merci de compléter l'article en donnant les références utiles à sa vérifiabilité et en les liant à la section « Notes et références ».
 (indiquez la date de pose grâce au paramètre date).
La série animée Pokémon, la série de jeux vidéo, et les autres médias Pokémon contiennent une variété de lieux, notamment une dizaine de régions, à savoir Kanto, Johto, Hoenn, Sinnoh, Unys, Kalos, Alola, Galar, Paldea et Septentria, ainsi que leurs villes, leurs localités respectives et les lieux spécifiques présent dans chaque région.

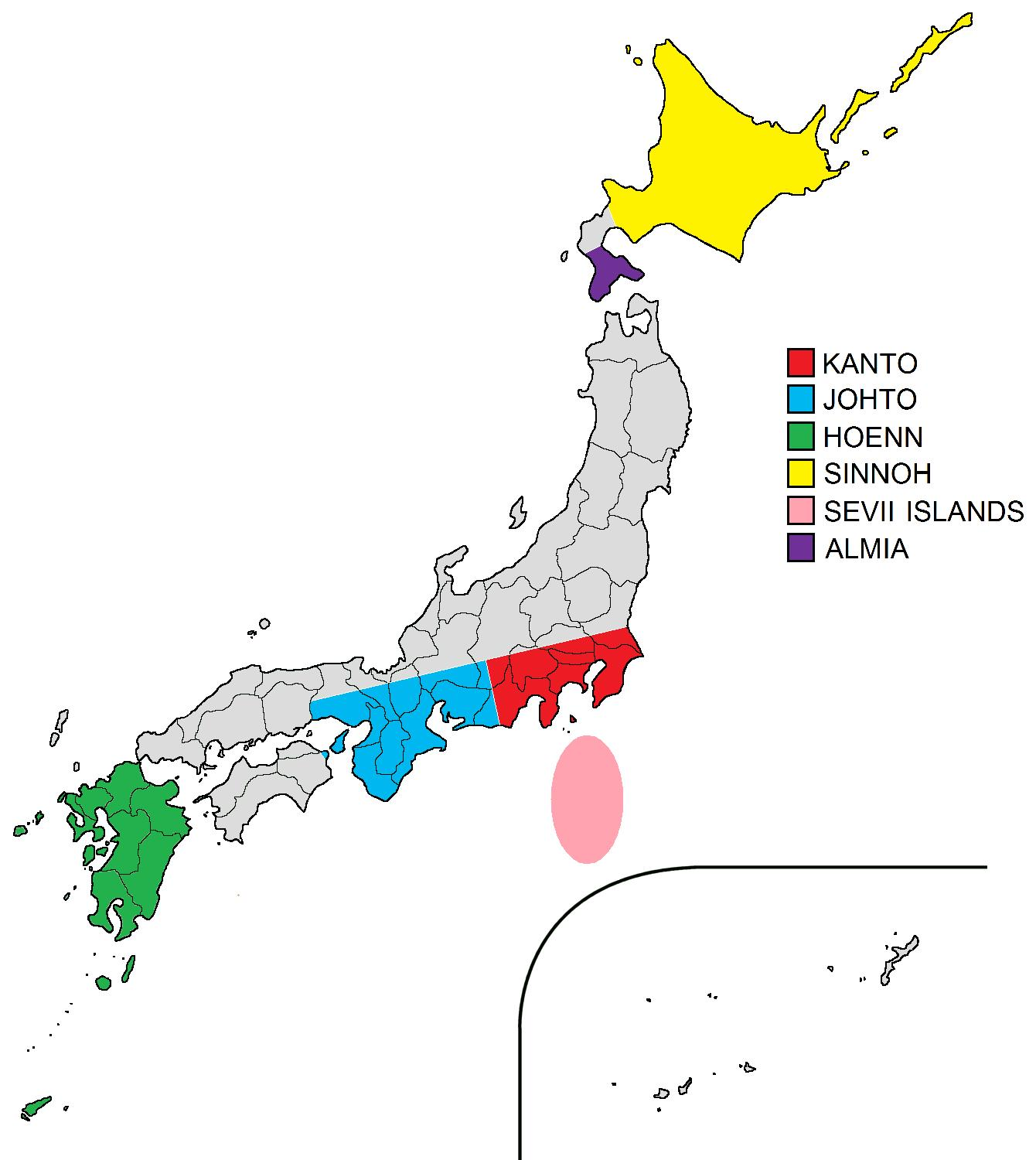
Carte du Japon montrant les zones qui ont inspiré Kanto, Johto, Hoenn et Sinnoh.

## Régions principales
De Kanto à Sinnoh, la majorité des régions des principaux jeux Pokémon est largement inspirée des régions du Japon, comme la région Kanto qui est en réalité le lieu où se situe Tokyo et sa banlieue, ou encore Johto, à l'ouest de Kanto, qui représente la région où se situe Kyoto et sa banlieue. La cinquième génération de jeux, qui présente une réinitialisation de la série avec les 156 Pokémon sans aucun rapport avec les précédentes générations, situe la région d'Unys dans un nouveau pays inspiré des États-Unis, la région étant elle-même inspirée de la ville de New York, Kalos est inspiré de la France, Alola d'Hawai (états des États-Unis), Galar de l'Angleterre, Courronneige de l'Écosse, Paldea de l'Espagne et du Portugal et Septentria des campagnes du Japon.

### Kanto

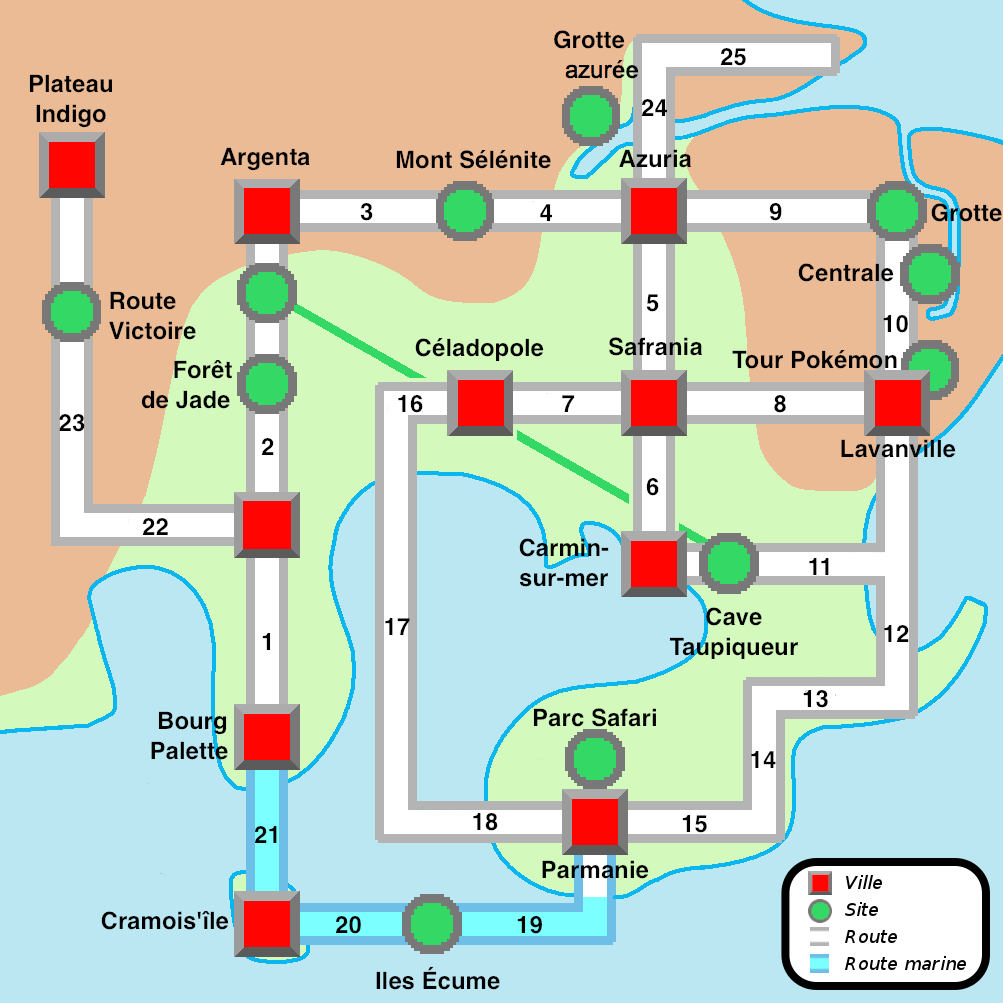
La région de Kanto.

Kanto est la première région à avoir été conçue. Elle est présente dans les jeux Pokémon Vert, Rouge, Bleu, Jaune, Or, Argent, Rouge Feu, Vert Feuille, HeartGold, SoulSilver, Let's Go Pikachu et Let's Go Évoli. Elle est inspirée de la région de Kantō sur l'île de Honshū, au Japon. La plupart des villes, dont les noms sont inspirés de couleurs, abrite une arène dont le champion remet un badge au dresseur victorieux.

#### Villes et villages de Kanto
- Bourg Palette : Ville de départ dans laquelle se trouve le laboratoire du professeur Chen, sa maison et celle du maitre de Kanto : Rouge. Elle représente Shimoda, mais est inspirée en grande partie par la ville d'enfance de Satoshi Tajiri : Machida.
- Jadielle : Dans cette ville on peut trouver un centre Pokémon, un magasin d'objet et l'arène de type Sol. Le dernier badge, le badge Terre, peut être remis soit par Giovanni, champion de type Sol, dans Rouge, Bleu, Jaune, Rouge Feu et Vert Feuille, soit par Blue dans Or, Argent, Cristal, Or HeartGold et Argent SoulSilver. Elle représente Hakone.
- Argenta : Dans cette ville, il est possible de visiter le musée et son laboratoire permettant de transformer les fossiles en Pokémon. Il y a aussi un centre Pokémon, un magasin et l'arène de type roche. Le premier champion, Pierre, y remet le badge Roche. Il se bat à l'aide de Pokémon de type Roche. Elle représente Maebashi.
- Azuria : À Azuria, il y a le magasin de vélos Cycles à gogo, un centre Pokémon, un magasin d'objets, un refuge de Pokémon abandonnés, la pension Pokémon (qui se trouve sur la route en direction de Carmin-sur-mer) et enfin l'arène d'Azuria dont Ondine en est la championne. Spécialisée dans le type Eau, elle remet le badge Cascade. Elle représente Tsuchiura.
- Carmin-sur-Mer : Ville portuaire où se trouve le quai qui accueille l'Océane un bateau de croisière, le fan club Pokémon, un centre Pokémon, un magasin d'objet, un bureau de police et l'arène de type Électrik du Major Bob. Le badge Foudre peut y être obtenu. Elle représente Yokohama.
- Lavanville : Abrite la tour Pokémon, un centre Pokémon et un magasin d'objet. Elle représente Narita.
- Céladopole : Le badge Prisme est donné par Erika, la championne de type Plante. Elle représente l'arrondissement de Shinjuku à Tokyo.
- Safrania : La plus grande ville de la région, comporte également l'arène de la championne spécialisée dans le type Psy, Morgane, qui remet le badge Marais. Elle représente le quartier de Marunouchi également à Tokyo.
- Parmanie : Le badge Âme, symbole du triomphe du champion de type Poison, est remis soit par Koga dans Rouge, Bleu, Jaune, Rouge Feu et Vert Feuille, ou par sa fille Jeaninne dans Or, Argent, Cristal, Or HeartGold et Argent SoulSilver. Elle représente Tateyama.
- Cramois'Île : Île volcanique abritant l'arène de type Feu d'Auguste, où le badge Volcan peut être obtenu. Elle représente l'île de Izu Ō-shima.

#### Sites de Kanto
- Cave Taupiqueur : La cave Taupiqueur est un tunnel souterrain reliant Carmin-sur-Mer à Argenta.
- Forêt de Jade : La forêt de Jade est un endroit avec de la végétation luxuriante où se développe les Pokémon insecte. On y trouve aussi les rares Pikachu de la région.
- Mont Sélénite : Le mont Sélénite est un passage obligé par tous les dresseurs voulant se rendre à Azuria depuis Argenta.
- Cave Azurée : La cave Azurée est une grotte qui abrite le repère du légendaire Pokémon génétique Mewtwo. Elle est accessible après avoir battu les maîtres de la ligue Indigo.
- Maison de Léo : À cet endroit, le joueur rencontre le farfelu Léo qui donne un passe bateau après que l'avoir libéré de son corps de Pokémon.
- Centrale abandonnée : La centrale abandonnée est un endroit lugubre mais est aussi la planque d'Électhor.
- Ile Écumes : L'ile Écumes est entre Parmanie et Cramois'ile qui abrite la cachette d'Artikodin.
- Route victoire : La route victoire est un passage qui prouve que le dresseur de Pokémon a vaincu tous les champions d'arène. Au bout de la route se trouve le conseil des 4. La route accueille aussi le terrier de Sulfura.

Le Conseil 4 de la Ligue Pokémon de Kanto est composé d'Olga, spécialiste des Pokémon de type Glace, d'Aldo, se battant avec des Pokémon de type Combat, d'Agatha, aux côtés de Pokémon de type Spectre, de Peter, maître des Pokémon de type Dragon, en guise de maître, le rival du héros (désigné par défaut par les joueurs principalement sous les noms de Régis ou Blue) avec des Pokémon de types différents.
Uniquement dans le dessin animé de la saison 9, Sacha revient à Kanto pour un tournoi à part de la ligue Indigo. C'est un défi réservé aux dresseurs de très haut niveau, les matchs extrêmes. Ce tournoi comporte des équivalents de champions, mais pas de conseil ni tournoi final. Les récompenses sont sept des emblèmes extrêmes.

### Johto
Johto est la région apparue avec les versions Or, Argent, Cristal, Pokémon Or HeartGold et Argent SoulSilver. Cette région a une particularité : il est possible d’accéder à la région Kanto par un chenal partant de Bourg-Geon et menant à la Route Victoire et au reste de la région au niveau de cette route, un train magnétique entre Doublonville et Safrania ou bien encore par une liaison maritime entre Oliville et Carmin-sur-Mer. Les noms des villes sont basés sur des végétaux. Elle est inspirée de la région du Chūbu et de la région du Kansai. Cette région possède des paysages du Japon rurale tout en gardant son charme principal

#### Villes et villages de Johto
- Bourg Geon : Ville de départ dans laquelle se situe le laboratoire du professeur Orme. Elle représente Shizuoka.
- Ville Griotte : Petite ville proche de Bourg Geon. Elle représente Toyohashi.
- Mauville : Cette ville, qui a la particularité d'avoir un Centre Pokémon mauve, abrite la Tour Chétiflor et l'arène de type Vol dont le champion, Albert, remet le badge Zéphyr. Elle représente Nara.
- Écorcia : Lieu d'implantation de l'arène de type Insecte d'Hector. Le badge Essaim peut y être obtenu. Elle représente Minabe.
- Doublonville : La plus grande ville de la région, contenant notamment le centre commercial, la tour radio et le casino. Blanche, la championne de type Normal offre le badge Plaine au dresseur l'ayant vaincue. Elle représente Osaka.
- Rosalia : Ville d'inspiration asiatique qui abrite la Tour Cendrée. C'est également ici que Mortimer a implanté l'arène de type Spectre pour y remettre le badge Brume. Elle représente Kyoto.
- Oliville : Ville portuaire, connue essentiellement pour son phare et son arène de type Acier, dont Jasmine, la championne, remet le badge Minéral. Elle représente Kobe.
- Irisia : Située sur une petite île, le champion de type Combat, Chuck, décerne le badge Choc. Elle représente la ville de Naruto.
- Acajou : Localisée près du Lac Colère, le champion de type Glace, Frédo, y remet le badge Glacier. Elle représente Kōka.
- Ebenelle : Cette ville située dans les montagnes est le point de convergence des dracologues. La championne, Sandra, spécialisée dans le type Dragon, décerne le badge Lever. Elle représente l'ancienne ville de Ryuo situé à l'emplacement actuel de Kai.

#### Sites de Johto
- Antre noire : L'Antre noire est une grotte qui relie le croisement de la route 30 à la route 31 au croisement de la route 45 et de la route 46.
- Caves Jumelles : Les caves jumelles sont deux caves qui mènent à Écorcia.
- Les ruines d'Alpha : Ces ruines sont des vestiges antiques des civilisations anciennes qui vivait à Johto il y a longtemps. Les peintures rupestres qui recouvrent ces parois indique qu'il vénérait un dieu dont le nom n'est pas encore connu. Des Pokémon bizarres en forme de lettres et en forme de signe de ponctuation raconte le passé de ces anciens habitants.
- Bois aux chênes : Le bois aux chênes est un lieu sinistre et dangereux.
- Parc naturel : Le parc naturel est un endroit que l'on peut aussi nommé Parc Safari ou "réserve Pokémon". On peut visiter ce lieu ou se rendre à l'entrée où comme événement le marché a pris place. Vous pourrez capturer ces Pokémon mais comme règle l'usage des attaques de vos propres Pokémon sont interdites, le seul moyen de les voir arriver dans votre équipe est d'utiliser la cinquantaine de Safari Ball données par la sécurité avant d'entrer dans le site.
- Tourb'iles : Les Tourb'iles sont des îles très dangereuses car y habite le légendaire Lugia, mais un moyen sûr est de prendre le bateau l'Aquaria dirigé par le capitaine Major Bob.
- Mont Creuset : Le Mont Creuset est une montagne ressemblant au Mont Sélénite.
- Lac Colère : Le Lac Colère est un lac avec un beau cadre ; le coucher du soleil y est magnifique en été mais attention à ne pas croiser la Team Rocket. Elle cherche le Léviator rouge qui s'y cache car il brouille toutes connexions à 50 km à la ronde. Mais une fois capturé et mis dans sa Poké Ball, plus aucun champ magnétique n'émanera de lui jusqu'au restant de sa vie.
- Route de glace : La Route de glace est assez dangereuse.
- Chutes Thojo : Les chutes Thojo sont des cascades qui se trouvent dans le chenal reliant le Mont Argenté, Jadielle et le plateau Indigo.
- Mont Argenté : Le mont Argenté est un lieu assez calme car peu de Pokémon s'y aventurent. Les sources thermales qui y sont présentes peuvent soigner les maladies de peaux les plus incurables.

Le Conseil 4 de la Ligue Pokémon de Johto est composé de Clément, se battant avec des Pokémon de type Psy, de Koga, spécialiste des Pokémon de type Poison, d'Aldo, avec ses Pokémon de type Combat, de Marion, aux côtés de Pokémon de type Ténèbres et de Peter, le maître, maîtrisant des Pokémon de type Dragon.

### Hoenn
La région de Hoenn est située au sud-ouest des régions de Johto et de Kanto. Elle est la représentation de l'île de Kyūshū, l'une des quatre îles principales du Japon. La région est utilisée dans les versions Rubis, Saphir et Émeraude et leurs remakes Pokémon Rubis Oméga et Saphir Alpha Elle a un environnement très varié : volcans, îles, forêts. La région aurait été créée par Kyogre et Groudon.

#### Villes et villages d'Hoenn
- Bourg-en-Vol : Ville de départ comprenant le laboratoire du professeur Seko. Elle est inspirée de Imari.
- Rosyères : Ville simple et paisible située au Nord de Bourg-en-Vol mais lors d'une expérience scientifique menée à ce lieux un Drattak qui devait servir une analyse ADN pour connaître les liens entre son espèce et Rayquaza, le Drattak pu se libérer et détruisit tout sur son passage. Un jeune garçon nommé Rubis (venant de Johto), tenta de l'arrêter pour protéger une fille nommée Saphir qui allait se faire tuer. Il y arriva mais cela lui coûta de graves blessures. Son père Norman, champion de l'arène de Clémenti-ville étant responsable de ces opérations, fut banni de la ligue pendant 5 ans. Mais il a un moyen de reprendre ses fonctions plus rapidement : trouver, capturer puis devenir maître de Rayquaza. Elle est inspirée de Saga.
- Clémenti-Ville : Le cinquième badge y est remis par Norman, le champion de type Normal. Elle représente Fukuoka.
- Mérouville : Siège de la Devon SARL et lieu d'obtention du badge Roche de la part de Roxanne, la championne de type Roche. Elle représente Kitakyushu.
- Village Myokara : Située sur une île, elle abrite l'arène de type Combat, présidée par Bastien, qui offre le badge Poing aux dresseurs victorieux. Elle représente Tsushima.
- Poivressel : Ville portuaire connue pour son marché, son musée et son centre de concours. Elle représente Nagasaki.
- Lavandia : La ville possède une partie souterraine appelé New Lavandia. Petite ville de campagne où réside Voltère, le champion de type Électrik, qui remet le badge Dynamo. Cependant, dans Pokémon Rubis Oméga et Saphir Alpha, elle a été complètement modifiée et est considérée comme la plus grande ville de la région[2]. La ville est inspirée de Kumamoto.
- Vergazon : Petite ville célèbre pour son air pur et son centre de concours. Elle représente Kikuchi.
- Autéquia : Située au Nord du volcan, cette ville recouverte de cendre abrite un centre de concours. Elle représente Ōita.
- Vermilava : Prisée pour ses sources chaudes, cette ville est le repaire de la championne de type Feu Adriane, qui décerne le badge Chaleur.Elle représente Aso.
- Cimetronelle : Les habitations de la ville sont perchées dans les arbres, à l'exception de l'arène d'Alizée, spécialiste du type Vol, dans laquelle le badge Plume peut être reçu. Elle représente Kobayashi.
- Nénucrique : Ville portuaire, appréciée pour son musée, son centre de concours et son centre commercial. Elle représente Kanoya.
- Algatia : Située sur une île, les jumeaux Levy et Tatia, champions de type Psy, détiennent le badge Esprit. Elle représente Nishinoomote sur l'île de Tanega-shima.
- Atalanopolis : Cette ville abritée au creux d'un rocher est accessible uniquement par les airs et par les profondeurs sous-marines. La badge Pluie y est remis par Marc dans Rubis et Saphir, ou Juan dans Pokémon Émeraude, champion de type Eau. Elle représente l'île de Yaku-shima.
- Pacifiville : Ce village en bois flotte sur l'océan. Cet endroit représente les îles Yaeyama en général.
- Éternara : Localisée à la sortie de la Route Victoire, elle offre aux Dresseurs un instant de répit avant la Ligue. Elle représente Naha des îles Okinawa.

#### Sites d'Hoenn
- Musée de Nénucrique : Le musée comporte n multitude d'œuvres en tous genre mais aussi d'œuvres de style contemporain.
- Musée de Poivressel : Le musée de Poivressel possède les mêmes caractéristiques que celui de Nénucrique à un seul détail prêt : il est plus grand.
- Centre Spatial:
- Centre Commercial: Un lieu incontournable pour les fans de shopping d'Hoenn et du monde entier.

Le Conseil 4 de la Ligue Pokémon d'Hoenn est composé de Damien, maître des Pokémon de type Ténèbres, de Spectra, se battant avec des Pokémon de type Spectre, de Glacia, aux côtés de Pokémon de type Glace et d'Aragon, avec des Pokémon de Type Dragon. Dans les versions Rubis et Saphir, le Maître de la Ligue Pokémon est Pierre Rochard, dont les Pokémon de prédilection sont des Pokémon de type Acier. Dans la version Émeraude, le Maître de la Ligue Pokémon est Marc, qui privilégie les Pokémon de type Eau.

### Sinnoh

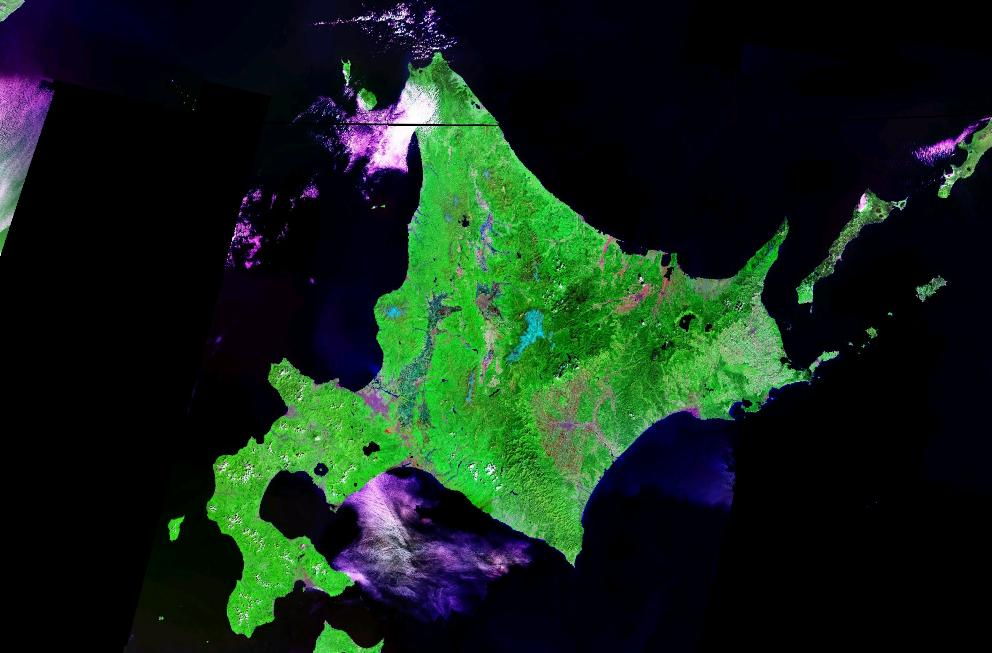
La région de Sinnoh est basée sur la région japonaise Hokkaidō.

Sinnoh, la région utilisée dans les versions Diamant, Perle et Platine ainsi que les remakes Diamant Étincelant et Perle Scintillante, est basée sur la région japonaise d'Hokkaidō.

#### Villes et villages de Sinnoh
- Bonaugure : Ville de départ. Elle représente Noboribetsu.
- Littorella : Ville dans laquelle se trouve le laboratoire du professeur Sorbier. Elle représente Tomakomai.
- Féli-Cité : C'est la plus grosse ville de la région. Ville connectée où peuvent être trouvés le siège de Féli-Télé et la « Global Trade Station ». Elle représente Sapporo.
- Floraville : Petite bourgade célèbre pour ses éoliennes. Elle représente Hokuryū.
- Charbourg : Ville construite à flanc de montagne, célèbre pour ses mines. Le champion Pierrick est spécialisé dans le type Roche et remet le badge Charbon.Elle représente Yūbari.
- Vestigion : Située à proximité de la forêt, l'arène de type Plante permet de recevoir, après avoir vaincu la championne Flo, le badge Forêt. Elle représente Asahikawa.
- Bonville : Village accueillant la pension Pokémon. Elle représente Ashoro.
- Célestia : Petit village entouré de mystères, notamment dus à l'autel en son centre. Elle représente Kitami.
- Voilaroc : Réputée pour ses météorites, cette ville abrite l'arène de Mélina, spécialiste du type Combat, qui permet d'obtenir le badge Pavé. La Team Galaxie y a également établit des locaux. Elle représente Abashiri.
- Verchamps : Située dans un environnement plutôt marécageux, le champion de type Eau, Lovis, remet le badge Palustre. Elle représente Kushiro.
- Unionpolis : Cette ville contient une salle de concours et l'arène de Kiméra, de type Spectre, permettant d'obtenir le badge Fantôme.Elle représente Obihiro.
- Joliberges : Ville portuaire, le champion Charles y a établi son arène de type Acier pour pouvoir remettre le badge Mine. Elle représente Otaru.
- Frimapic : Localisée en haute montagne, Gladys, la championne de type Glace, décerne le badge Glaçon. Elle représente Hamatonbetsu.
- Rivamar : Située sur le littoral, cette ville à l'aspect plutôt moderne dispose d'une arène de type Électrik. Le champion, Tanguy, y remet le badge phare.Elle représente Nemuro.

#### Sites de Sinnoh
- Parc des amis : ce parc se situe à l'est de Bonaugure et au sud-est de Littorella. On peut s'y rendre n'importe quand avec ses ami(e)s ou tout simplement seul. C'est un endroit calme où l'air y est pur et non pollué.
- Le Lac Vérité : Le Lac Vérité est un endroit sacré mais extrêmement dangereux car y habitent de nombreux Léviator. Il y réside le légendaire Pokémon mythologique Créfollet.
- Le Mont Couronné : Le Mont Couronné est le lieu le plus sacré des croyants de la mythologie de Sinnoh. L'endroit abrite de surpuissants Pokémon mais aussi un portail qui d'après la légende abriterait la salle originel résidence d'Arceus, le créateur de l'univers. Personne n'y ai jamais parvenu sauf un jeune garçon qui n'est jamais revenu de cette expédition.
- Ile de Fer : L'Île de Fer est un lieu qui a été découvert il y a bien longtemps mais qui n'est habité que par de dangereux Pokémon qui là-bas sont seulement à l'état sauvage.
- Le Lac Savoir: Le Lac Savoir est un lieu sacré dans les légendes de Sinnoh mais ce lieu est difficile d'accès car il se trouve dans les chaînes de montagnes escarpés à l'ouest de Frimapic. Au bord de ce lac, on peut voir des offrandes en hommages à la divinité des lieux Créhelf.
- Le Lac Courage : Le Lac Courage est une étendue d'eau sacrées se situant entre les métropoles de Verchamps et Voilaroc. Ce lieu est tout aussi sacré que les deux autres lacs légendaires. Il abrite le lieu de vie de Créfadet, le Pokémon qui, jadis, donna aux êtres humains la volonté.
- Ligue Pokémon : La Ligue Pokémon est un lieu se trouvant au bout du chenal provenant de Rivamar (ville où se situe l'arène de type Électrik ayant comme champion Tanguy). La ligue Pokémon, qui fonctionne comme dans toutes les autres régions dans le monde, est l'une des dernières étapes avant le panthéon.
- Aire de détente : L'aire de détente est au bout d'un chenal provenant de la ligue. C'est un endroit où l'on peut se reposer après avoir battu le maître de Sinnoh (Cynthia). C'est aussi le lieu où l'on peut se reposer avant les deux épreuves pour accéder au panthéon de Sinnoh.
- Aire de combat : L'Aire de combat est un lieu de défis où les combats affluent. Si le dresseur réussit cette épreuve, il peut passer à la suivante.
- Aire de survie : Si le dresseur réussit à survivre avec ses Pokémon deux jours (dans les jours Pokémon qui sont contés par la console), il peut accéder au panthéon.
- Mont Abrupt : Cette montagne accueille le panthéon mais est aussi un lieu sacré pour les croyants des mythes et légendes de Sinnoh.

Le Conseil 4 de la Ligue Pokémon de Sinnoh est composé d'Aaron, avec des Pokémon de type Insecte, de Terry, avec des Pokémon de type Sol, Adrien, avec des Pokémon de type Feu, Lucio, avec des Pokémon de type Psy, et le Maître, Cynthia, utilise des Pokémon de divers types.

### Unys
Unys est la région principale des versions Noir, Blanc, Noir 2 et Blanc 2. Cette région est inspirée de la ville de New York ainsi que de l'état voisin du New Jersey.

#### Villes et villages d'Unys
- Renouet : Ville de départ. C'est là que se trouve le laboratoire du professeur Keteleeria la maison de Tcheren et la maison de Bianca. Elle correspond à Coney Island.
- Arabelle : Petite ville située au Nord de Renouet . Elle correspond au quartier de Marine Park à Brooklyn.
- Ogoesse : L'arène de cette ville le restaurant, proche du Site des Rêves dispose de trois types, à savoir Plante, Eau et Feu, maîtrisés respectivement par Rachid, Noa et Armando. Cependant, seul un des trois champions peut être affronté. À l'issue du combat, le champion remet le badge Triple cette ville possède aussi une école de dresseur de Pokémon. Elle correspond au quartier de Canarsie également à Brooklyn.
- Maillard : L'arène de type Normal se situe dans le musée, dont la championne Aloé en est la propriétaire. Le badge Basique peut y être obtenu. Elle correspond au quartier de Dumbo, Brooklyn.
- Volucité : La plus grande ville de la région, aux rues nombreuses et aux gratte-ciels imposants. Également le plus grand port d'Unys, elle permet l'accès à l'arène de type Insecte dont le champion, Artie, remet le badge Élytre. Elle est inspirée de New York et plus particulièrement du quartier Lower Manhattan.
- Méanville : Ville possédant un immense parc d'attraction, dont la propriétaire, Inezia, la championne de l'arène de type Électrik, décerne le badge Volt. Elle est inspirée du quartier de Midtown de Manhattan tout en gardant une influence de Las Vegas et de Memphis.
- Port Yoneuve : Cette ville portuaire est célèbre pour ses nombreux entrepôts. Le champion de l'arène de type Sol, Bardane, remet le badge Sismique. Elle est inspirée de Union City, New Jersey et de l'état du Texas.
- Parsemille : Construite autour d'un aéroport, la ville abrite l'arène de type Vol, dont la championne, Carolina, remet le badge Jet. Elle est inspirée du bourg de Teterboro également au New Jersey.
- Flocombe : Située en altitude, cette ville dispose d'une arène de type Glace dont le champion, Zhu, décerne le badge Stalactite dans les versions Noir et Blanc. Elle est inspirée du bourg de Fort Lee, New Jersey.
- Janusia : Ville dans laquelle règne une atmosphère mythique. L'arène de type Dragon et occupée soit par Watson, soit par Iris exclusivement dans la version Blanc. Le badge Mythe peut y être reçu. Elle est inspirée de Washington Heights.
- Entrelasque : Petite cité fortifiée. Elle est inspirée du quartier de Flushing dans l'arrondissement du Queens.
- Vaguelone : Située sur le littoral, cette ville accueille les touristes attirés par les endroits luxueux. Elle est inspirée en partie de Miami, du district de Jamaica dans le Queens et de la région des Hamptons.
- Ville Noire : Exclusive aux versions Noir et Noir 2, cette ville est composée de bâtiments noirs. Elle prend son inspiration du quartier de Long Island City.
- Forêt blanche : Exclusive aux versions Blanc et Blanc 2, cette ville est constituée d'arbres blancs.
- Rotonbourg : Ville située à la fin de la ligne du métro de combat où les dresseurs se rencontrent régulièrement pour troquer. Inspirée de la ville de Morristown.

Lieux exclusifs aux versions Noir 2 et Blanc 2 : 
- Pavonnay : Ville de départ, dont Tcheren a fait bâtir une arène dans l'école des dresseurs. De type Normal, le badge Basique peut y être obtenu. Elle est inspirée de la ville d'Elizabeth dans le New Jersey.
- Amaillide : Ville située près de Pavonnay. Goyah y habite. Elle est inspirée de Newark.
- Ondes-sur-mer : Zone portuaire et lieu d'implantation du Pokéwood, la championne Strykna, spécialisée dans le type Poison, y a installé une arène dans laquelle le badge Toxic peut être reçu. Elle est inspirée de Jersey City.
- Arpentières : Petit village à flanc de volcan, recouvert de cendres, qui dispose néanmoins d'un petit aéroport. Elle est inspirée du quartier de Williamsburg à Brooklyn.
- Papeloa : Les maisons composant l'endroit sont en forme d'îles. Cette ville aux maisons sur pilotis permet d'accéder à l'arène de type Eau, qui a comme champion Amana. Il remet au dresseur victorieux le badge Vague. Elle est inspirée du Parc d'État de Jones Beach.

#### Sites d'Unys
- Frégate Plasma : la Frégate Plasma est un endroit accessible seulement après l'entrée au panthéon. Ce lieu est un "camp" où la team plasma "défend" le laboratoire P2 remis en fonction illégalement par ce groupe criminel.
- Labo P2 : le Labo P2 est l'ancien lieu où les expériences de la team plasma se déroulaient, mais le président Sheroz décida de le fermer car les expériences étaient dangereuses et illégales. La team plasma a repris ses fonctions dans ce lieu lugubre sans autorisations officielles et y prépare des plans diaboliques.
- Vestige du rêve : Les vestiges du rêve sont des ruines très mystérieuses. Très peu de personnes y sont entrées mais la plupart n'en est pas ressorti. D'après les légendes, un esprit démoniaque y logerait et trouverait refuge dans cet endroit et, pour continuer à persister, il aspirerait des âmes. Mais aucun scientifique ne peut l'affirmer car aucune de ces personnes ne s'y est aventuré.
- Veine Souterraine : La Veine Souterraine est un tunnel qui ne possède aucune issue, sauf l'entrée, qui est habitée de surpuissant Pokémon.
- Pont Sagiciel : Le Pont Sagiciel est un pont reliant Maillard à Volucité.

#### Autres lieux d'Unys
- Institut Myrtille : L'institut Myrtille est le lieu où se déroule l'intrigue du disque indigo des trésors enfouis de la zone zéro le pass d'extension de Pokémon Écarlate et Violet. Cette école a une entrée à la surface de la mer mais le reste et englouti sous l'océan. Le dôme sous l'eau comporte tout le reste de l'école avec un zone réservée aux Pokémon et aux travaux pratiques.

Le conseil 4 de la Ligue Pokémon d'Unys peut être vaincu dans n'importe quel ordre. Il est formé d'Anis, spécialiste du type Spectre, de Pieris, maître du type Ténèbres, de Percila, accompagnée de Pokémon de type Psy et de Kunz, dont son domaine est le type Combat. Le maître de la Ligue dans Pokémon Noir et Blanc est Goyah, utilisant le type Insecte, puis dans Pokémon Noir 2 et Blanc 2 Iris, de type Dragon.

### Kalos
Kalos est la région principale de Pokémon X et Y. Cette région est inspirée de la France et Illumis fait référence à Paris.

#### Villes et villages de Kalos
- Bourg Croquis : Ville de départ. Elle représente Moulins.
- Quarellis : Petite ville située au Nord de Bourg Croquis. Elle représente Nevers.
- Neuvartault : Proche de la forêt, cette ville dispose de l'arène de type Insecte, dont la championne, Violette, remet le badge Coléoptère. Elle représente Fontainebleau.
- Illumis : La ville la plus grande de la région, dans laquelle se trouve notamment de nombreux cafés, le laboratoire du professeur Platane, et le musée. Elle est divisée en deux parties qui convergent vers la Tour d'Illumis, qui est l'arène de type Électrik et dont le badge Tension est remis par Lem. Elle représente Paris.
- Fort-Vanitas : Petite ville fortifiée abritant un fort, représentant Blois. Elle débouche sur le célèbre palais Chaydeuvre, représentant le Château de Versailles.
- Roche-sur-Gliffe : Cette ville côtière est prisée pour son aquarium et son bureau d'étude des fossiles. Elle représente La Rochelle.
- Relifac-le-Haut : Située en bord de mer, le champion de type Roche, Lino, décerne le badge Mur. Elle représente Saint-Nazaire.
- Cromlac'h : Tout d'abord perçue comme une petite ville de vestiges aux nombreux menhirs, elle se révèle être le repaire de la Team Flare. Elle représente Carnac.
- Yantreizh : Célèbre pour la Tour Maîtrise, cette ville abrite l'arène de type Combat dont la championne, Cornélia, remet le badge Lutte. Elle représente Saint-Malo.
- Port Tempères : Construite en deux parties, une sur le littoral et une dans la montagne, reliées par un funiculaire, la ville est le lieu d'implantation de l'arène d'Amaro, de type Plante. Le badge Végétal peut y être obtenu. Elle représente le Havre.
- Romant-sous-Bois : Cette ville dont l'ambiance semble avoir été tirée d'un conte de fée et située dans les marais abrite l'arène de type Fée de Valériane, qui possède le badge Nymphe. Elle représente Lille.
- La Frescale : Petite ville dotée d'un grand moulin, elle permet de rejoindre la Caverne Gelée. Elle représente Charleville-Mézières.
- Flusselles : Célèbre pour son cadran solaire, elle est pourvue d'une arène de type Psy, présidée par Astera, qui remet le badge Psychisme. Elle représente Strasbourg.
- Mozheim : Petite ville de montagne connue pour sa gare. Elle représente Molsheim.
- Auffrac-les-Congères : Située en altitude, la neige tombe grâce aux nombreux Blizzaroi habitant la ville. L'arène de champion de type Glace, Urup, détenteur du badge Iceberg, y est localisée. Elle représente Besançon.
- Batisques : Située tout au Sud de Kalos et accessible en train, cette ville chaude aux nombreux palmiers permet d'accéder à la Maison de Combat et au Safari des Amis. Elle représente Lyon.

#### Sites de Kalos
Le Conseil 4 de la Ligue Pokémon de Kalos peut être battu dans n'importe quel ordre. Il est composé de Thyméo, situé dans la chambre de l'Alliage et spécialiste des Pokémon de type Acier, de Malva, située dans la Chambre du Brasier et spécialiste des Pokémon de type Feu, de Narcisse, situé dans la Chambre du Barrage et spécialiste des Pokémon de type Eau et de Dracéna, située dans la Chambre de la Guivre et spécialiste des Pokémon de type Dragon. Une fois le Conseil 4 vaincu, une dernière porte s'ouvre : celle de la Chambre de l'Éclat, où se tient à l'étage supérieur le Maître de la Ligue, Dianthéa, la célèbre actrice. Elle combat avec des Pokémon de divers types.

### Alola
Alola est la région des jeux Pokémon Soleil et Lune et Pokémon Ultra-Soleil et Ultra-Lune. Elle introduit la septième génération de Pokémon et est inspirée de l'archipel Hawaï. Elle est composée de quatre îles et d'une île artificielle.
- Mele-Mele : Île de départ inspirée de Oahu, l'île de Mele-Mele abrite deux villes : Lili'i, petite bourgade (inspiré de la petite ville de Wahiawa dans le comté d'Honolulu) au centre de l'île se situant à proximité du sanctuaire abritant Tokorico, le Pokémon gardien de l'île, et Ekaeka, ville portuaire inspiré d'Honolulu pourvue d'un centre commercial. La maison du professeur Euphorbe est située au Sud de l'île. Enfin, c'est sur cette île que se déroule l'épreuve du Tour des Îles de type Normal, ayant Althéo pour capitaine. Le Doyen est Pectorius, maître du type Combat, également membre du Conseil 4.
- Akala : Deuxième île de l'archipel inspiré de Maui, l'île d'Akala dispose de trois épreuves du Tour des Îles : celles de type Eau, Feu et Plante, qui ont pour capitaines respectivement Néphie, Kiawe et Barbara. La Doyenne et membre du Conseil 4, Alyxia, se bat avec des Pokémon de type Roche. L'Île d'Akala dénombre trois villes. Tout d'abord, Ho'ohale (inspiré de Kahului), ville portuaire abritant le Centre de Recherche Interdimentionnelle et le Club Hano-Hano, dont la fille du propriétaire, Kahili, officie en tant que membre du Conseil 4 de type Vol. La ville d'Ohana (inspiré de Makawao), située au centre de l'île, se présente comme une petite ville rustique, proche du Ranch Ohana. Enfin, Konikoni (inspiré de Lahaina), au Sud, ville dont l'architecture s'inspire des motifs asiatiques, se situe à l'ouest de ruines abritant la divinité gardienne Tokopiyon.
- Ula-Ula : Considérée comme la troisième île d'Alola, Ula-Ula est inspiré de l'île principale d'Hawaï et éberge deux épreuves du Tour des Îles : celles de type Électrik et Spectre, respectivement présidées par Chrys et Margie. Cette dernière est également membre du Conseil 4. Le Doyen, Dahn, est spécialisé dans le type Ténèbres. Il y a deux villes sur Ula-Ula : Malié, la principale (inspiré de Hilo), qui abrite le Parc et la bibliothèque, et Kokohio (inspiré de Kailua-Kona), une ville fortifiée occupée par la Team Skull. D'imposantes montagnes de dressent également sur Ula-Ula : le mont Hokulani, lieu de l'épreuve de type Électrik et le mont Lanakila, le plus haut sommet de la région, qui abrite la Ligue Pokémon d'Alola. Enfin, un imposant désert s'étend au centre de l'île. Il abrite le sanctuaire du gardien, Tokotoro.
- Poni : Quatrième et dernière île composant la région d'Alola, Poni est une île à l'aspect plutôt sauvage basée sur Kauai, ne comportant qu'une seule ville, le Village Flottant , construite sur l'eau (inspiré de la petite ville de Port Allen dans le comté de Kauai). Ses habitants vivent dans des bateaux, dont la capitaine d'épreuve de type Fée, Oléa. C'est sur cette île que qu'a été créée la toute première épreuve de l'histoire du Tour des Îles, de type Dragon, désormais abandonnée. Cette épreuve débouche sur l'Autel du Soleil ou de la Lune (selon la version du jeu), lieu de rencontre de Solgaleo et Lunala. Enfin, la Doyenne, Paulie, est experte en Pokémon de type Sol et le gardien est Tokopisco.
- Paradis Æther : Cette île artificielle inspirée par le Monument national marin de Papahānaumokuākea a été construite entre les quatre îles principales d'Alola. Elle y abrite la Fondation Æther, organisation fondée par Elsa-Mina dans le but de recueillir les Pokémon sauvages blessés pour les soigner. Cette mission couvre en réalité la véritable finalité de la fondation : effectuer des recherches sur les Ultra-Chimères et sur le phénomène des Ultra-Brèches impactant la région d'Alola.

### Galar
Galar est la région des jeux Pokémon Épée et Bouclier. Cette région est inspirée du Royaume-Uni, notamment de l'Angleterre.
De nombreuses références à la révolution industrielle semblent présentes, que ce soit par la présence de mines ou de nombreux chemins de fer, mais surtout par la présence de rouages et machines à vapeur dans les décors urbains. Le fonctionnement de ces machines, telles qu'elles sont animées dans les différents extraits de la bande-annonce, est très similaire à la machine à vapeur de Watt qui est à l'origine de la révolution industrielle en Angleterre. Les cheminées et jets de vapeur sont d'ailleurs tout aussi nombreux dans les décors urbains.

#### Villes et villages de Galar
- Paddoxton : Ville de départ. Inspirée de Windermere.
- Brasswick : Petite ville touristique voisine de Paddoxton située au bord d'un lac et dotée d'une station ferroviaire. Inspirée de Bowness-on-Windermere.
- Greenbury : Petite ville rurale. On y trouve le premier champion du jeu, Percy, spécialisé dans les Pokémon de type Plante. Une fois battu, il remet le Badge Plante au joueur. Inspirée par York.
- Skifford : Ville portuaire. La deuxième championne peut être affrontée ici. Il s'agit de Donna, spécialiste des Pokémon de type Eau. Une fois battu, elle remet au joueur le Badge Eau. Inspirée par Liverpool.
- Motorby : Grande ville industrielle construite principalement en brique rouge. On y trouve Kabu, spécialiste des Pokémon de type Feu qui remet au joueur le Badge Feu une fois battu. Inspirée de Manchester.
- Old Chister : Ville située dans la montagne. Selon la version, on affronte Faiza pour le Badge Combat ou Alistair pour le Badge Spectre. Inspirée par Buxton.
- Corrifey : Petite ville perdue dans la forêt de Lumirinth qui s'éclaire à l'aide de champignons lumineux. La championne de l'arène locale est la vieille Sally, spécialisée dans les Pokémon de type Fée. Elle remet le Badge Fée au joueur une fois battue. Inspirée par Stratford-upon-Avon.
- Ludester : Ville de montagne, réputée pour ses thermes. On y affronte Chaz pour le Badge Roche ou Lona pour le Badge Glace selon la version du jeu. Inspirée par Bath.
- Smashings : Ville à moitié abandonnée située le long de quais. On y affronte Peterson pour le Badge Ténèbres. Cette ville réprésente Llandudno.
- Kickenham : Ville historique dotée de murs de châteaux médiévaux. On y affronte Roy pour le Badge Dragon. Inspirée par Birmingham.
- Winscor : Quartier général de la Ligue Pokémon locale. Inspirée par Londres.

Les extensions introduiront l'île d'Isolarmure (basée sur l'île de Man) et la région enneigée de Couronneige (inspirée des Highlands).
- Hameau Gelé : Une ville de la région de Couronneige perdue dans un champ de neige (inspirée de Edimbourg).

### Paldea
Paldea est la région où se déroule l'intrigue des jeux Pokémon Écarlate et Violet. Cette région est inspirée de l'Espagne et du Portugal.

#### Villes et villages de Paldea
- Cuchalaga : Ville de départ, inspirée de Algésiras.
- Plato Real : Petite ville, inspirée de Ciudad Real.
- Sevaro : Ville connue pour sa culture d'olives, Éra, la championne d'Arène, utilise des Pokémon de type Insecte. Inspiré de Badajoz.
- Mesaledo : Plus grande ville de la région. Cette ville représente Madrid.
- Cuencia : Ville connue pour ses fleurs et son art. Colza, le champion d'Arène, utilise des Pokémon de type Plante. Inspirée par Carthagène.
- Levalendura : Ville pourvue d'une arène. Mashynn, la championne d'Arène, utilise des Pokémon de type Électrik. Inspirée par Valence.
- Mezcalmora : Ville située au pied de la montagne. Okuba, le champion d'Arène, utilise des Pokémon de type Normal. Elle représente Valladolid.
- Alforneira : Ville au bord de la mer. Tully, la championne d'Arène, utilise des Pokémon de type Psy. Cette ville représente la ville portugaise de Sagres.
- Jarramanca : Ville située prés d'une cascade. Kombu, le champion d'Arène, utilise des Pokémon de type Eau. Inspirée de Salamanque.
- Porto Marinada : Ville portuaire. Inspiré par Costa Nova do Prado au Portugal.
- Pinchoria : Ville située au pied de la montagne. Inspiré par Cuenca.
- Frigao : Ville de montagne. Laïm, la championne d'Arène, utilise des Pokémon de type Spectre. Inspiré par Ezcaray.

#### Sites de Paldea
Le conseil des 4 de cette région est composée de Cayenn combattant avec le type Sol, Popi avec des Pokémon de type Acier, Okuba avec des Pokémon de type Vol et Hassa avec des Pokémon de type Dragon et bien entendu Alisma la maître en cheffe de la ligue car tous dresseurs peuvent se hisser à ce rang et donc devenir un dresseur de rang maître.

### Septentria
Septentria est la région du premier contenu téléchargeable de Pokémon Écarlate et Violet (Le Masque Turquoise). Cette région possède son propre Pokédex. Septentria est inspirée de la préfecture d'Iwate au Japon.

#### Villes et villages de Septentria
- Jaderaude : Jaderaude est la seule ville de Septentria. Elle possède un centre culturel, un distributeur de CT et une tente où se trouve un centre Pokémon provisoire. Jaderaude est inspiré de Kitakami[8] une ville japonaise.

#### Sites de Septentria
- Parc adorami : Le parc adorami est un parc où se trouve un templion possédant trois statues représentant Félicanis, Fortusimia et Favianos.
- Septemplion : Le temple sacré qui  rend hommage à Terapagos. Devant le temple se trouve un marché géant où  se donnent les festivals masqués en l'honneur de ce même Pokémon.

## Autres régions

### Îles Sevii
Sevii est un archipel constitué de neuf îles, apparaissant pour la première fois dans Pokémon Rouge Feu et Vert Feuille, qui sont les remakes de Pokémon Jaune, Rouge et Bleu. Cet archipel n'abrite aucune arène Pokémon. L'archipel est inspiré d'une combination des archipels d'Izu et de Ogasawara
- Île 1 (Mont Braise où se trouve Sulfura).Basé sur la sous-préfecture d'Oshima.
- Île 2 (Une vieille dame apprend des attaques spéciales aux évolutions finales des starters toutes générations). Basé sur la sous-préfecture de Miyake.
- Île 3 (Bois aux Baies). Basé sur la sous-préfecture de Hachijo.
- Île 4 (Pension Pokémon, Grotte de Glace).Inspiré de l'île d'Aoga-shima.
- Île 5 (Pré île 5, Entrepôt Rocket).Inspiré de l'île inhabité de Mukojima sur l'archipel de Ogasawara.
- Île 6 (Forbuissons, Grotte Métamo).Inspiré de l'île inhabité de Chichiijima également sur l'archipel de Ogasawara.
- Île 7 (Tour Dresseurs, Ruines Tanoby).Inspiré des îles de Hahajima sur l'archipel de Ogasawara.
- Roc Nombri (Evenement Nintendo - Abrite Ho-Oh et Lugia). Basé sur l'île de Tori-shima.
- Île Aurore (Evenement Nintendo - Abrite Deoxys). Basé sur l'île de Minamitori-shima.

### Rhode
Rhode est apparue dans les jeux Pokémon Colosseum et Pokémon XD : Le Souffle des ténèbres.
Cette région lointaine de celles connues abrite des Pokémon des trois premières générations, puis deux de la 4e dans Pokémon XD (Goinfrex et Manzaï) en tant que PNJ. La région est inspirée de l'État de l'Arizona aux États-Unis.
- Phenacit : Petite ville bâtie prés d'un oasis dans le désert et entourée d'un mur pour se protéger des vents brûlants. Inspirée de Phoenix.
- Pyrite : Grande ville installée dans un canyon et est peuplée de voleurs. Inspirée de Wickenburg.
- Samaragd : Ville de retraite localisée près d'une forêt. Inspirée de Flagstaff.
- Suerebe : Ville souterraine. Ne correspond pas à une vraie ville de l'Arizona mais plutôt à son histoire minière.
- Port-Amarée: Ville portuaire. Inspirée de Lake Havasu City.

### Fiore et Oblivia
Ce sont des régions bien à l'ouest de Johto où il y a un mélange de Pokémon de la 1re génération à la 4e.
Pour y aller, il faut jouer à Pokémon Ranger et Pokémon Ranger : Sillages de lumière. Fiore est basé sur les préfectures d'Okayama, de Hyogo et de l'île de Shodoshima et Oblivia est basé sur les îles Oki.
Les villes de Fiore sont :
- Printiville: Base de départ du joueur.Inspiré de Kurashiki.
- Automnelle: Ville portuaire. Inspire de Himeji.
- Ilot-été : Petite ville tropicale. Inspiré de la petite ville de Fukuda sur l"île de Shodoshima.
- Bourg-l'hiver: Petite ville situé au pied d'une montagne. Inspiré de Mimasaka.

Les villes d'Oblivia sont :
- Village Cocona: Village isolé sur une île.
- Pentoblique : Village situé sur une pente rocailleuse.
- Balnearia :Station balnéaire.Inspiré de Okinoshima.

### Almia
C'est une région située au sud de Sinnoh et est inspirée par la péninsule d'Oshima (plus précisément les sous-préfectures d'Oshima et de Hiyama). Elle est apparue dans le jeu Pokémon Ranger : Nuit sur Almia.
Les différentes villes d'Almia sont :
- Bourg-Chicore: Ville de départ. Inspirée de Matsumae.
- Véterville : Ville à la lisière de la forêt et à proximité de l'École des Rangers. Inspirée de Esashi.
- Bonport : Ville portuaire, plus grande ville de la région. Inspirée de Hakodate.
- Terruptive : Village situé sur des terres volcaniques. Inspiré de Mutsu.
- Campement Froidur : Campement de recherches perdu dans un champ de neige. Inspiré de Niseko.
- Village Alorize : Village situé dans le désert près d'un oasis. Inspiré de Aomori.

### Passio
Passio est une région qu'on peut découvrir dans Pokémon Masters.
- Cordis: Plus grande ville de la région.

## Régions exclusives aux animes

### Îles Orange
L'archipel des Îles Orange n'apparaît dans aucun jeu vidéo, mais il est le théâtre de la saison 2 de la série animée, ainsi que du film Pokémon 2. Chaque île qui le compose porte le nom d'une variété d'orange ou d'un agrume.
Toutefois, il existe sur le web des versions non officielles élaborées par des fans mettant en jeu des aventures identiques au parcours suivi par le héros dans la saison 2.
Le tournoi dispose seulement de quatre champions d'arènes avec des conditions de victoire différentes. Sacha gagne la ligue ainsi que le trophée.

### Îles Décolores
Les Îles Décolores n'apparaissent dans aucun jeu vidéo mais dans le dessin animé de la saison 16.
C'est un ensemble d'îles situé entre Kanto et Unys. Les Îles Décolores disposent d'un archipel constitué de onze îles. Nous retrouvons des Pokémon figurant parmi les cinq premières générations.
Contrairement aux autres régions, les Îles Décolores ne disposent pas de ligue Pokémon.